# Emeka Ezeugo
Emeka Ezeugo est un footballeur nigérian né le 16 décembre 1965 à Aba. Il jouait au poste de défenseur et a commencé sa carrière de joueur à l'Enugu Rangers.
En 1988, il participe à la phase finale des Jeux olympiques et joue 2 des matchs de poule (contre le Brésil et l'Australie).
Lors de ses deux années au Deportivo La Corogne, il est déclaré invalide à la suite d'un accident de voiture.
En 2005, il est nommé entraîneur de l'équipe américaine de City Tech (en), une équipe de New York. En avril 2008, il remplace le marocain Karim Bencherifa (en) à la tête du club indien du Churchill Brothers SC. Il est licencié au mois de septembre par le président, certains joueurs se plaignant de lui et le trouvant "arrogant".
En juillet 2010, il est engagé par le Heartland FC comme assistant de Samson Siasia, qui a signé un contrat de 6 mois au club. Il est licencié fin septembre  à cause d'un désaccord avec sa hiérarchie et de mauvais résultats en Ligue des champions de la CAF.

## Carrière de joueur
| Saison    | Club                     | Pays           | Matchs, Buts      | Sélection Nigeria |
| --------- | ------------------------ | -------------- | ----------------- | ----------------- |
| 1988-1989 | Enugu Rangers            | Nigeria        |                   | 2 (Olympique)     |
| 1989-1990 | Mohammedan Sporting Club | Inde           |                   |                   |
| 1989-1990 | Lyngby BK                | Danemark       | 34 matchs, 2 buts |                   |
| 1990      | Pahang FA                | Malaisie       |                   |                   |
| 1990-1992 | Lyngby BK                | Danemark       | 3 matchs, 0 but   | 1                 |
| 1992-1994 | AaB Ålborg               | Danemark       | 20 matchs, 4 buts | 5                 |
| 1993-1994 | Budapest Honvéd          | Hongrie        | 4 matchs, 0 but   | 4                 |
| 1994-1995 | Fremad Amager            | Danemark       | 4 matchs, 0 but   | 1                 |
| 1995-1997 | Deportivo La Corogne B   | Espagne        |                   |                   |
| 1997-1998 | Churchill Brothers SC    | Inde           |                   |                   |
| 1998      | Hershey Wildcats         | États-Unis     |                   |                   |
| 1998-1999 | Porthmadog FC            | Pays de Galles |                   |                   |
| 1999      | Connecticut Wolves       | États-Unis     | 16 matchs, 1 but  |                   |
| 2000      | Deportivo Wanka          | Pérou          |                   |                   |
| 2001      | Estudiantes de Medicina  | Pérou          | 19 matchs, 3 buts |                   |

## Carrière d'entraîneur
- 2002 :  BMCC Athletics (en)
- 2003–2005 :  Deportivo Municipal
- 2005–2008 :  City Tech (en)
- avr-sept 2008 :  Churchill Brothers SC
- juil-sept 2010 :  Heartland FC (adjoint)

## Palmarès
- De joueur :
  - Vainqueur de la Coupe du Danemark en 1990 (Lyngby BK).
  - Champion du Danemark en 1992 (Lyngby BK).
  - Deuxième du Championnat du Danemark en 1991 (Lyngby BK).
  - Finaliste de la Coupe de Hongrie en 1994 (Budapest Honvéd).

- D'entraîneur :
  - Vice-champion de Division 2 du Pérou en 2004 (Deportivo Municipal).
  - Vice-champion de la Copa Perú en 2004 (Deportivo Municipal).